# Шарлін Ї
Шарлін Аманда Ї (англ. Charlyne Amanda Yi) — американська акторка, комікиня, музикантка і письменниця. Дебютувала як сценаристка з фільмом «Паперове серце», який приніс їй нагороду на кінофестивалі «Санденс» (2009) у категорії «Премія за кіносценарій імені Волдо Солта». Насамперед відома завдяки ролі Чі Парк у серіалі «Доктор Хаус» та завдяки озвученню Рубінів у мультсеріалах «Стівен Юніверс» (2013—2019) та «Всесвіті Стівена. Майбутнє». Також озвучила Клої Парк у «Ми звичайні ведмеді» (2014—2019), Алісу в мульсеріалі «Острів літнього табору» (2018–нині) та Май в анімаційному фільмі «Наступне покоління» (2018).

## Біографія
Своє дитинство провела у Фонтані, Каліфорнія. Має філіппінське, мексиканське та корейське коріння. Навчаючись у середній школі в Блумінгтоні, із задоволенням виступала на шкільній театральній сцені. Вступила до Каліфорнійського університету в Ріверсайді, але покинула навчання, щоб зосередитися на комедійній кар'єрі.
Розпочала свою кар'єру в Блумінгтоні, Каліфорнія. Після закінчення школи, виступала в Лос-Анджелесі на сценах Театру Стіва Аллена та Театру «UCB». У 2005—2006 роках брала участь у Нью-Йоркському фестивалі комедії, а 2007 року виступала на Фестивалі комедії США в Аспені, штат Колорадо.
Дебютувала у кіно у фільмі Джадда Апатоу «Трошки вагітна» (2007). 2008 року взяла участь у комедійному шоу «Apatow for Destruction» на фестивалі гумору «Заради сміху» у Монреалі.
2009 року стала співавтором сценарію та виконавчим продюсером фільму «Паперове серце», у якому також зіграла вигадану версію самої себе, граючи разом з Майклом Серою.
2009 року журнал «Venus Zine» помістив її у список «25 жінок до 25 років». Цього ж року знялася у кліпі з Фредом Армісеном на пісню «Rabbit Habits» експериментального рок-гурту Man Man.
Ї та Пол Раст заснували гурт The Glass Beef, у якому вони обоє співають і грають на одній електрогітарі. Їхній перший альбом, «The Farewell Album», вийшов 2006 року. Альбом спродюсував Джон Спайкер, басист гурту Tenacious D.
Ї також з'явилася у кліпі на пісню «Song Away» американського інді-рок гурту Hockey.
З жовтня 2011 року по травень 2012 року виконувала роль докторки Чі Парк, молодої лікарки, яка має проблеми з керуванням гнівом, у серіалі «Доктор Хаус».

## Особисте життя
Ідентифікує себе як «квір-ґендерфлюїд енбі» і вважає за краще, щоб до неї зверталися займенниками вони/їм .
На своїй сторінці у Твіттері Ї звинуватила Меріліна Менсона у сексуальних домаганнях під час фільмування серіалу «Доктор Хаус».
2018 року Ембер Темблін так висловилась про свого чоловіка Девіда Кросса: «Його по суті справедливо звинуватили в расистських діях щодо коміка Шарлін Ї», після твітів, опублікованих Ї на цю тему у 2017 році.
2021 року Ї поділилася про свій досвід роботи з Джеймсом Франко і те, як намагалася відмовитись від фільму «Горе митець», після того, як дізналася про звинувачення Франко в сексуальних домаганнях. Ї також розкритикувала Сета Рогена за його підтримку поведінки Франко та продовження співпраці з ним після озвучених звинувачень.

## Фільмографія

### Кіно
| Рік  | Назва українською              | Назва                             | Роль                    | Нотатки                    |
| ---- | ------------------------------ | --------------------------------- | ----------------------- | -------------------------- |
| 2007 | Трошки вагітна                 | Knocked Up                        | Джоді                   | Перший фільм               |
| 2008 | Монстро                        | Cloverfield                       | Відвідувачка вечірки    |                            |
| 2008 | Напівпрофі                     | Semi-Pro                          | Джоді у візку           |                            |
| 2009 | Паперове серце                 | Paper Heart                       | Шарлін Ї                |                            |
| 2009 | Все про Стіва                  | All About Steve                   | Молода протестувальниця |                            |
| 2010 |                                | Fast                              | Донна Фаст              | Коротке відео на 2 хвилини |
| 2012 | Кохання по-дорослому           | This Is 40                        | Джоді                   |                            |
| 2014 |                                | The Last Time You Had Fun         | Бетті                   |                            |
| 2016 | Земля дурнів                   | Nerdland                          | Бекі                    | Голос                      |
| 2017 | Горе митець                    | The Disaster Artist               | Сафоя                   |                            |
| 2017 | Буквально перед Аароном        | Literally, Right Before Aaron     | Террі                   |                            |
| 2017 | Lego Фільм: Ніндзяго           | The Lego Ninjago Movie            | Террі IT ботан          | Голос                      |
| 2018 | Ляльковик: Найменший рейх      | Puppet Master: The Littlest Reich | Нерісса                 |                            |
| 2018 | Наступне покоління             | Next Gen                          | Май Су                  | Голос                      |
| 2018 | Почни спочатку                 | Second Act                        | Аріана                  |                            |
| 2019 | Завжди будь моїм «мабуть»      | Always Be My Maybe                | Джінджер                |                            |
| 2019 |                                | Goldie                            | Ґолді                   | голос                      |
| 2019 | Всесвіт Стівена. Фільм         | Steven Universe: The Movie        | Рубін                   | голос, телефільм           |
| 2019 | Джексі                         | Jexi                              | Елейн                   |                            |
| 2020 | Тролі 2: Світове турне         | Trolls World Tour                 | Пеннівісл               | Голос                      |
| 2020 | Вся правда про ведмедів: Фільм | We Bare Bears: The Movie          | Клої Парк               | Голос                      |
| 2021 | Щасливо                        | Happily                           | Ґретель                 |                            |
| 2021 | Мітчелли супроти Машин         | The Mitchells vs. the Machines    | Еббі Поузі              | Голос                      |
| 2022 | Татовий дракон                 | My Father's Dragon                | Маґда                   | Голос                      |

### Телебачення
| Рік       | Назва українською                   | Назва                                       | Роль                | Нотатки                                         |
| --------- | ----------------------------------- | ------------------------------------------- | ------------------- | ----------------------------------------------- |
| 2006      | Допоможи мені, допомогти тобі       | Help Me Help You                            | Шарлін              | Епізод: «The Sheriff»                           |
| 2007      | 30 потрясінь                        | 30 Rock                                     | Ґрейс Парк          | Епізод: «The C Word»                            |
| 2007      | Мертва справа                       | Cold Case                                   | Дівчина-дурко       | Епізод: «Stand Up and Holler»                   |
| 2007      |                                     | Powerloafing                                | Виконавчий помічник |                                                 |
| 2008      |                                     | Miss Guided                                 | Карі                | Епізод: «Pool Party»                            |
| 2011      | Любов кусається                     | Love Bites                                  | Менеджерка сес-шопу | Епізоди: «Unaired Pilot» & «Firsts»             |
| 2011–2012 | Доктор Хаус                         | House                                       | докторка Чі Парк    | 21 епізод                                       |
| 2015      | У пошуках                           | Looking                                     | Касир               | Епізод: «Looking for a Plot»                    |
| 2015–2019 | Стівен Юніверс                      | Steven Universe                             | Рубіни              | Голос, 12 епізодів                              |
| 2015–2019 | Ми звичайні ведмеді                 | We Bare Bears                               | Клої Парк           | Голос, постійний акторський склад (18 епізодів) |
| 2016      | Кохання                             | Love                                        | Корі                | 3 епізоди                                       |
| 2016      | Незаймана Джейн                     | Jane the Virgin                             | Анджела             | Епізод: «Chapter Thirty-Nine»                   |
| 2016      | Хробак з майбутнього                | Future-Worm!                                | Зої                 | Голос, епізод: «Bug vs. the Babysitter»         |
| 2017      | Твін Пікс: Повернення               | Twin Peaks                                  | Рубі                | Епізод: «Part 15»                               |
| 2017      | Небезпека і яйця                    | Danger & Eggs                               | Лайла               | Голос, епізод: «Keep Off the Grass/Pennies»     |
| 2017      | Кімната 104                         | Room 104                                    | Ґрейсі              | Епізод: «FOMO»                                  |
| 2018      | Люцифер                             | Lucifer                                     | Рей-Рей/ Азраїл     | 2 епізоди                                       |
| 2018      |                                     | DIY                                         | Елі                 | Голос, телевізійна короткометражка              |
| 2018–нині | Острів літнього табору              | Summer Camp Island                          | Еліс Фефферман      | голос, постійний акторський склад (22 епізоди)  |
| 2019      | Всесвіт Стівена. Майбутнє           | Steven Universe Future                      | Рубіни              | Голос, 5 епізодів                               |
| 2020      | Хороші дівчата                      | Good Girls                                  | Люсі                | 2 епізоди                                       |
| 2021      | Бюро знахідок Тіґа                  | Tig n' Seek                                 | Джорджа             | Голос, епізод: «Must Love Bugs»                 |
| 2022      | Амфібія                             | Amphibia                                    | Охоронниця          | Голос, епізод: «All In & The Hardest Thing»     |
| 2022      | Кабінет курйозів Ґільєрмо дель Торо | Guillermo del Toro's Cabinet of Curiosities | Шарлотт Се          | Епізод: «The Viewing»                           |
| 2024      | Бандити в часі                      | Time Bandits                                | Джуді               | головна роль, 10 серій                          |